# 59 Andromedae
Désignations
59 Andromedae (en abrégé 59 And) est une étoile binaire de la constellation d'Andromède. 59 Andromedae est sa désignation de Flamsteed. En 2017, la paire avait une séparation angulaire de 16,60″ le long d'un angle de position de 36°. Cela a peu varié depuis la première mesure faite en 1783, où elle présentait alors une séparation de 15,3″ et un angle de position de 35°. Les deux étoiles ont une séparation physique estimée à 1 370 ua.
Le composant primaire de magnitude 6,09, désigné 59 Andromedae A, est une étoile bleu-blanc de la séquence principale de type spectral B9 V. Elle a 2,73 fois le rayon du Soleil et rayonne 84 fois la luminosité du Soleil avec une température effective de 10 870 K. Elle tourne sur elle-même à une vitesse de rotation projetée de 176 km/s.
Le composant secondaire, 59 Andromedae B, est une étoile blanche de la séquence principale de magnitude 6,82 et de type spectral A1 Vn, où le suffixe « n » indique que ses raies d'absorption apparaissent élargies en raison de sa rotation rapide. Elle tourne en effet sur elle-même à une vitesse de rotation projetée de 233 km/s. L'étoile a 2,33 fois la masse du Soleil et 2,59 fois le rayon du Soleil. Elle est 30 fois plus lumineuse que le Soleil et a une température effective de 9 498 K.